# Тиволи (парк)
Вижте пояснителната страница за други значения на Тиволи.
Тиволи е увеселителен парк в Копенхаген. Разположен в самото сърце на датската столица, Тиволи е място, което може да задоволи желанията на цялото семейство за един цял ден навън. Със своите около 30 атракции, над 40 заведения за хранене, сладоледаджийници, сцени, на които се изнасят различни концерти, магазини и зелени площи, мястото привлича милиони посетители всяка година. За първи път паркът отваря врати през 1843 г. и днес Тиволи е третият най-стар увеселителен парк в света (след Bakken в близкия Клампенборг, също в Дания, и Wurstelprater във Виена, Австрия), вдъхновил Уолт Дисни за създаването на неговия световноизвестен Дисниленд.

## История
Основателят на Тиволи е датският предприемач, Георг Карстенсен. По време на политически вълнения в Европа той успява да убеди тогавашния крал Кристиан VIII да подкрепи бизнес идеята му, твърдейки, че „когато хората се забавляват, те не мислят за политика“. Кралят се съгласява и предоставя на Карстенсен бивши военни територии по протежение на градската стена с разрешение да построи там увеселителен парк и градини за забавления. Така на 15 август 1843 г. отварят врати Градините Тиволи.
Името е препратка към италианския град Тиволи, намиращ се на около 30 километра от Рим, където около 120 г. сл. Хр. е построена Вила Адриана – лятна резиденция на император Адриан. Цялата вила е представлявала пресъздадени в миниатюри пейзажи и сгради, части от пътуванията на императора до Гърция и Египет. Още със създаването си Вила Адриана става сцена на музикални и театрални представления, а по-късно през вековете са добавени градини с водни елементи и фонтани. Карстенсен е силно впечатлен от гениалната концепция и я прилага в Копенхаген.